# Centropogon ferrugineus
Centropogon ferrugineus är en klockväxtart som först beskrevs av Carl von Linné d.y., och fick sitt nu gällande namn av Henry Allan Gleason. Centropogon ferrugineus ingår i släktet Centropogon och familjen klockväxter. Inga underarter finns listade i Catalogue of Life.

## Bildgalleri

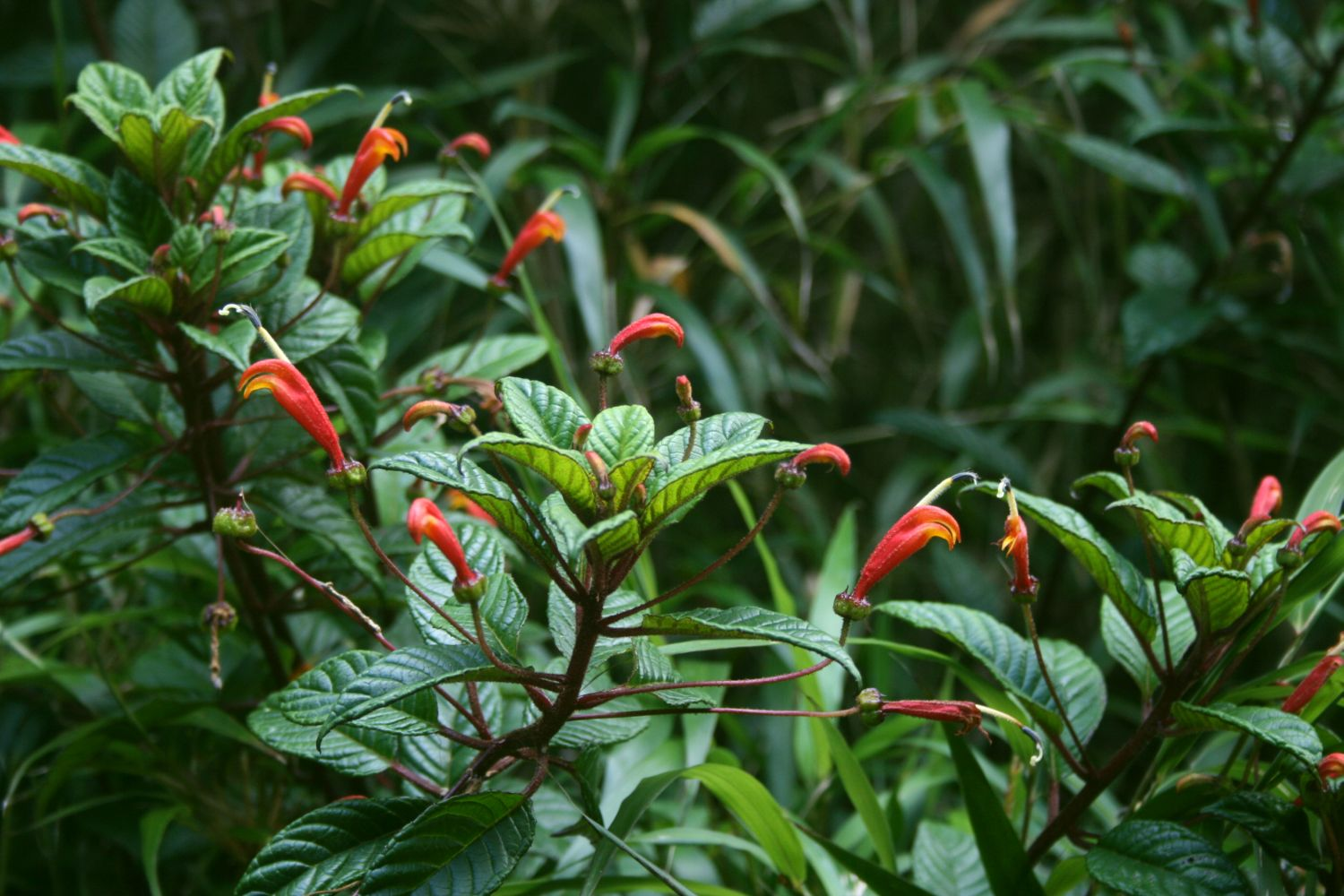
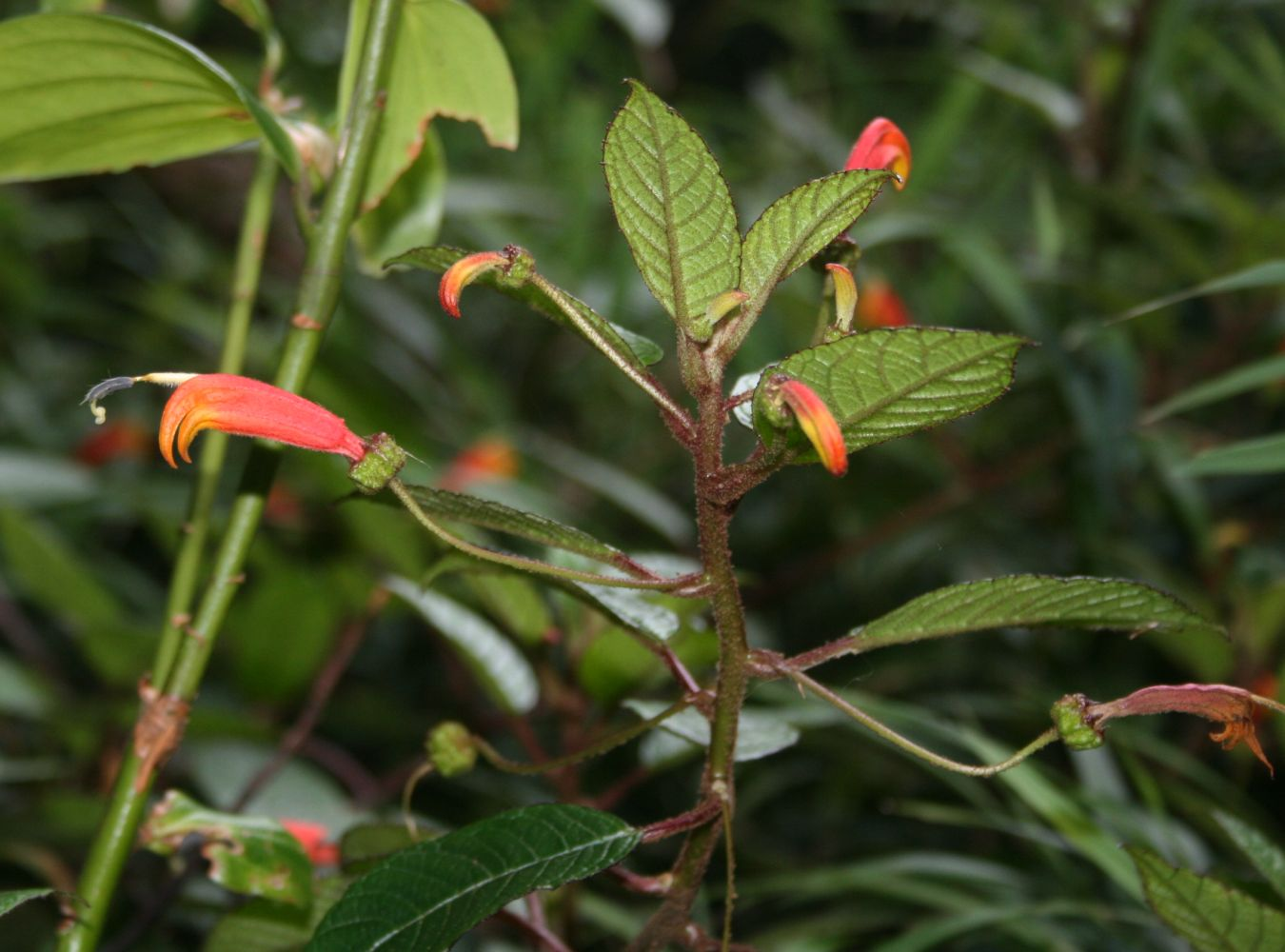
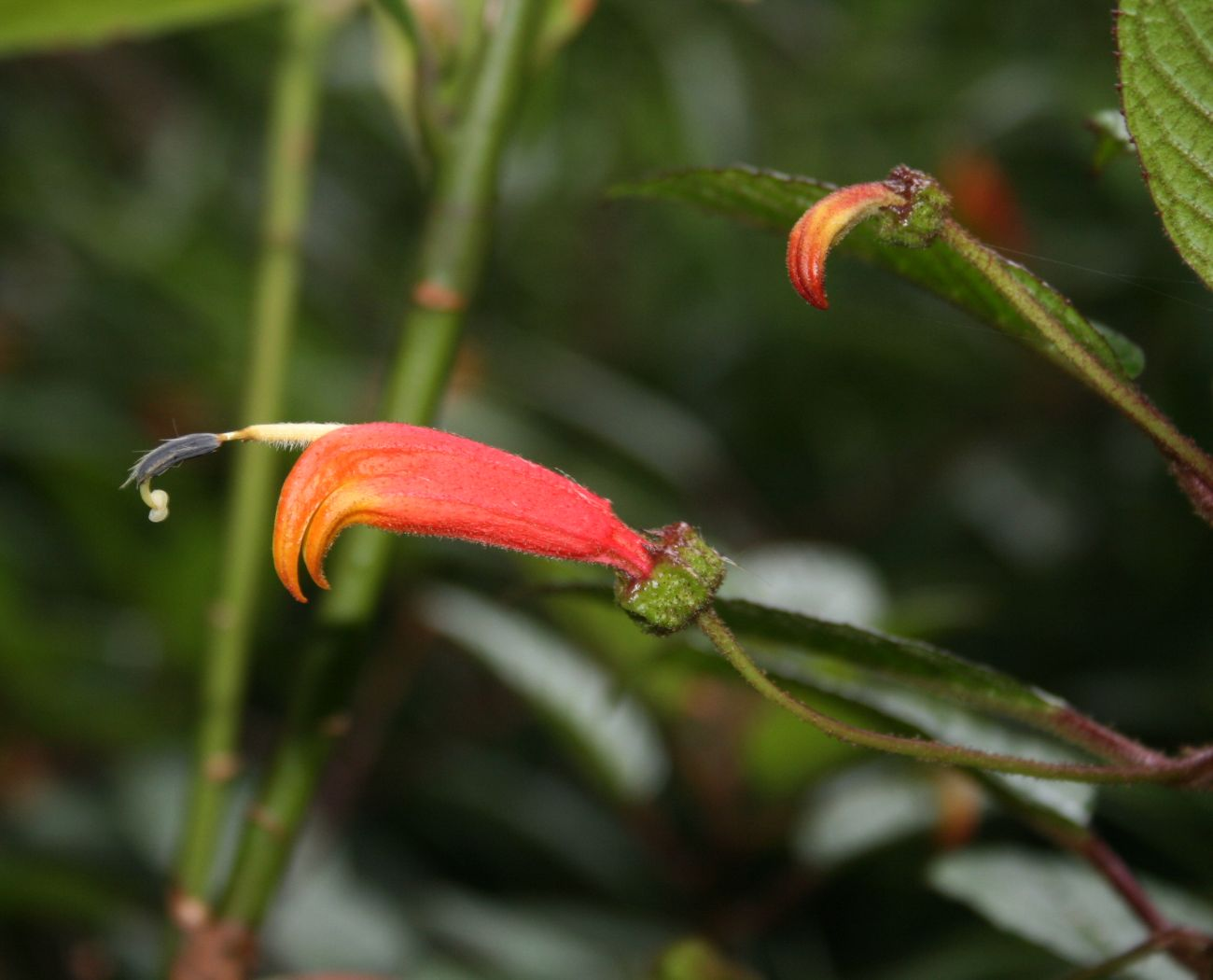